# بيرند هوفمان
بيرند هوفمان (بالألمانية: Bernd Hofmann)‏ هو كاتب سيناريو ومخرج ألماني، ولد في 23 نوفمبر 1904 في إلبرفيلد في ألمانيا، وتوفي في 4 ديسمبر 1940 في برلين في ألمانيا.

## وصلات خارجية
- بيرند هوفمان على موقع IMDb (الإنجليزية)
- بيرند هوفمان على موقع أول موفي (الإنجليزية)
- بيرند هوفمان على موقع قاعدة بيانات الفيلم (الإنجليزية)
- بيرند هوفمان على موقع كينوبويسك (الروسية)